# Ђанкарло Де Систи
Ђанкарло Де Систи (итал. Giancarlo De Sisti, Рим 13. март 1943) је бивши италијански фудбалер, репрезентативац и тренер, који је играо на позицији везног играча.
Каријеру је провео играјући за клуб из родног града Рому (у два наврата) и Фјорентину.
Са репрезентацијом је освојио европско првенство 1968. године, као и друго место на светском првенству 1970. године.  

## Клупска каријера
Рођен у Риму, прве фудбалске кораке је направио у Форливесију, да би потом прешао у млађе категорије Роме, са којом је освојио две титуле првака Италије у млађим категоријама (1960. и 1961.). Преласком у први тим, учествовао је у највећим успесима клуба тих година, освајању Купа сајамских градова у сезони 1960/61 и првог трофеја клуба у купу Италије 1964.
Дебитовао је 12. фебруара 1961. године на утакмици против Удинезеа (1:2), када га је тренер Фони увео као замену за Орланда. Први гол је постигао је 8. марта исте године на утакмици купа против Болоње.
Због финансијских проблема, Рома је била принуђена да га прода Фјорентини, у трансферу вредном 165 милиона лира, уз прелазак Рената Бенаље у Рому.
У Фјорентини је освојио још један куп (1965/66), Митропа куп 1966, као и Скудето у сезони 1968/69.
У Рому се вратио на почетку сезоне 1974/75, на захтев тренера Лидхолма. 1. децембра 1974. године постигао је победоносни гол против Лација, а навијачи су му у знак захвалности поклонили стари римски шлем. Имао је велики допринос у освајању трећег места те сезоне.
Каријеру је завршио 1979. године у тридесетшестој години.

## Репрезентативна каријера
Био је члан тима који је требао да представља Италију на олимпијским играма у Токију 1964. године, који је добио забрану наступа.
Дебитовао је за национални тим 1. новембра 1967. године, када га је селектор Ферућио Валкаређи уврстио у стартну поставу на квалификационој утакмици за европско првенство против Кипра. На финалном турниру одиграо је само једну утакмицу, али то је била поновљена утакмица финала против Југославије, коју је Италија добила и тако постала шампион Европе.
Његова улога у репрезентацији је постајала све значајнија и тако је играо на свим утакмицама на светском првенству 1970. године, укључујући, легендарно полуфинале против Западне Немачке и изгубљено финале против Бразила.
Каријеру је завршио након пораза од Белгије 13. маја 1972. године, у четвртфиналу европског првенства.
Укупно је забележио 29 утакмица и постигао је 4 гола.

## Тренерска каријера
Лидхолм му је предложио да постане тренер, а након стицања лиценце, Де Систи је први посао добио као тренер Фјорентине. Када је преузео Фјорентину на половини сезоне, она се борила за опстанак, а сезону је завршила на петом месту. Следећа сезона је остала упамћена када је, након контроверзног последњег кола, Фјорентина заузела друго место иза Јувентуса. Након здравствених проблема и операције, због неопходног опоравка, није био у могућности да обавља тренерски посао и напустио је Фјорентину.
Вратио се тренерском послу на клупу Удинезеа, где је провео две године.
1988. постао је селектор млађих категорија Италије, а потом и војне репрезентације, са којом је освојио светско првенство 1991. године.
Након епизоде у Асколију у сезони 1991/92, кратко је био тренер у млађим категоријама Лација 2003. године.

## Занимљивости
Надимак му је Пићио (итал. Picchio), што значи чигра. Због својих заслуга проглашен је за почасног грађанина Фиренце, а уврштен је и у Фјорентинину (2013) и Ромину (2016) Кућу славних.
Један је од оснивача Уније фудбалера Италије, која је основана 3. јула 1968. године у Милану.

## Статистика каријере

### Клупска
Ажурирано 
| Клуб              | Сезона            | Лига              | Лига    | Лига   | Куп     | Куп    | Европа  | Европа | Остало  | Остало | Укупно  | Укупно |
| Клуб              | Сезона            | Такмичење         | Наступа | Голова | Наступа | Голова | Наступа | Голова | Наступа | Голова | Наступа | Голова |
| ----------------- | ----------------- | ----------------- | ------- | ------ | ------- | ------ | ------- | ------ | ------- | ------ | ------- | ------ |
| Рома              | 1960/61           | Серија А          | 2       | 0      | 1       | 1      | 1       | 0      | –       | –      | 4       | 1      |
| Рома              | 1961/62           | Серија А          | 11      | 1      | 1       | 0      | 1       | 0      | –       | –      | 13      | 1      |
| Рома              | 1962/63           | Серија А          | 18      | 2      | 0       | 0      | 5       | 1      | –       | –      | 23      | 3      |
| Рома              | 1963/64           | Серија А          | 28      | 7      | 4       | 0      | 4       | 2      | 1       | 0      | 37      | 9      |
| Рома              | 1964/65           | Серија А          | 28      | 3      | 1       | 1      | 5       | 1      | –       | –      | 34      | 5      |
| Фјорентина        | 1965/66           | Серија А          | 34      | 5      | 6       | 0      | 3       | 1      | 2       | 0      | 45      | 6      |
| Фјорентина        | 1966/67           | Серија А          | 30      | 6      | 1       | 0      | 2       | 1      | 4       | 0      | 37      | 7      |
| Фјорентина        | 1967/68           | Серија А          | 30      | 6      | 2       | 0      | 4       | 1      | –       | –      | 36      | 7      |
| Фјорентина        | 1968/69           | Серија А          | 30      | 2      | 3       | 0      | 6       | 0      | –       | –      | 39      | 2      |
| Фјорентина        | 1969/70           | Серија А          | 27      | 2      | 6       | 1      | 6       | 0      | –       | –      | 39      | 3      |
| Фјорентина        | 1970/71           | Серија А          | 29      | 3      | 11      | 3      | 4       | 0      | –       | –      | 44      | 6      |
| Фјорентина        | 1971/72           | Серија А          | 29      | 1      | 10      | 2      | –       | –      | 6       | 0      | 45      | 3      |
| Фјорентина        | 1972/73           | Серија А          | 27      | 1      | 4       | 2      | 1       | 0      | 7       | 1      | 39      | 4      |
| Фјорентина        | 1973/74           | Серија А          | 19      | 2      | 3       | 1      | 2       | 0      | –       | –      | 24      | 3      |
| Укупно Фјорентина | Укупно Фјорентина | Укупно Фјорентина | 255     | 28     | 46      | 9      | 22      | 3      | 19      | 1      | 348     | 41     |
| Рома              | 1974/75           | Серија А          | 29      | 5      | 10      | 0      | –       | –      | –       | –      | 39      | 5      |
| Рома              | 1975/76           | Серија А          | 28      | 2      | 4       | 0      | 6       | 0      | –       | –      | 38      | 2      |
| Рома              | 1976/77           | Серија А          | 28      | 2      | 4       | 1      | –       | –      | –       | –      | 38      | 3      |
| Рома              | 1977/78           | Серија А          | 25      | 0      | 4       | 0      | –       | –      | 6       | 0      | 35      | 0      |
| Рома              | 1978/79           | Серија А          | 25      | 0      | 4       | 0      | –       | –      | –       | –      | 29      | 0      |
| Укупно Рома       | Укупно Рома       | Укупно Рома       | 222     | 22     | 33      | 3      | 22      | 4      | 1       | 0      | 280     | 29     |
| Укупно у каријери | Укупно у каријери | Укупно у каријери | 477     | 50     | 79      | 12     | 44      | 7      | 20      | 1      | 628     | 71     |

### Репрезентативна
Ажурирано 
| Репрезентација | Година | Наступи | Голови |
| -------------- | ------ | ------- | ------ |
| Италија        | 1967   | 2       | 0      |
| Италија        | 1968   | 2       | 0      |
| Италија        | 1969   | 6       | 0      |
| Италија        | 1970   | 11      | 2      |
| Италија        | 1971   | 5       | 2      |
| Италија        | 1972   | 3       | 0      |
| Укупно         | Укупно | 29      | 4      |

## Трофеји

### Клупски
Рома
- Куп Сајамских градова (1): 1960/61.
- Куп Италије (1): 1963/64.

Фјорентина
- Серија А (1): 1968/69.
- Куп Италије (1): 1963/64.
- Митропа Куп (1): 1966.

### Репрезентација
Италија
- Европско првенство (1): 1968.
- Светско првенство: друго место 1970.

### Индивидуално
- Кућа славних ФК Фјорентина: 2013.
- Кућа славних ФК Рома: 2016.